# Майстров Сергій Михайлович
Сергій Михайлович Майстров — солдат Збройних сил України, учасник російсько-української війни, що загинув у ході російського вторгнення в Україну в 2022 році.

## Життєпис
Сергій Майстров народився на Житомирщині. З початком повномасштабного російського вторгнення в Україну був мобілізований та перебував на передовій в складі 95-ої окремої десантно-штурмової бригади. Загинув у боях поблизу Макарова на Київщині у березні 2022 року. На День Конституції України 28 червня 2022 року місцева влада в Житомирі вручила орден мамі загиблого воїна.

## Родина
У загиблого залишилася мати Антоніна Яблонська.

## Нагороди
- орден «За мужність» III ступеня (2022, посмертно) — за особисту мужність і самовіддані дії, виявлені у захисті державного суверенітету та територіальної цілісності України, вірність військовій присязі[3].